# Richard Thornton
Pour les articles homonymes, voir Thornton.
Richard Thornton (Cottingley, 5 avril 1838-Malawi, 21 avril 1863) est un géologue et explorateur britannique.

## Biographie
Après des études secondaires à Bradford, il entre à la Royal School of Mines de Londres en octobre 1855 où il étudie pendant deux ans et obtient un prix du gouvernement et la médaille De la Beche pour l'excellence de ses études géologiques.
Repéré par Sir Roderick Murchison, il est engagé pour accompagner David Livingstone au Malawi et au Zambèze (1857). Avec Karl Klaus von der Decken et Theodor von Heuglin, il explore ensuite les parages des monts Kenya et Kilimandjaro (1861).
Un des premiers à gravir en partie le Kilimandjaro, il rejoint Livingstone à bord du Pioneer. Il est atteint de malaria durant ses derniers mois de vie et meurt de dysenterie, à 25 ans, à bord sur la Shire.